# Lliures com el vent 2
Lliures com el vent 2 (títol original: Ostwind 2) és una pel·lícula dramàtica alemanya del 2015 dirigida per Katja von Garnier. S'ha doblat al valencià per a À Punt.
És la seqüela de Lliures com el vent, estrenada el 2013, i precedeix a la seqüela, Ostwind – Aufbruch nach Ora de 2017.

## Sinopsi
La Mika passa les seves vacances d'estiu a la granja de caballs de Kaltenbach amb la seva àvia. Està a prop de la fallida per la competència d'un altre centre hípic: una instal·lació moderna que amenaça d'atreure progressivament tots els aprenents de genet. La seva participació en un torneig podria salvar l'estable. I així comença a entrenar amb el seu cavall Whisper per participar en una competició. Només amb una victòria pot evitar la fallida. Durant els preparatius per al torneig, en Whisper i la Mika descobreixen el seu interès pel sexe oposat. Per al semental és una egua grisa fugitiva, per a la Mika és el jove Milan, que l'ajuda a entrenar-se, després d'haver-lo ajudat a recuperar l'egua grisa.
A causa d'un desmai, la Mika no aconsegueix guanyar el torneig. Ella ajuda en Milan a salvar l'egua grisa de la mort en un escorxador il·legal. La granja se salva de la fallida perquè és llogada per la policia de Hessen per allotjar els cavalls confiscats de l'escorxador.

## Repartiment
- Hanna Binke: Mika Schwarz
- Jannis Niewöhner: Milan
- Amber Bongard: Fanny
- Marvin Linke: Sam
- Cornelia Froboess: Maria Kaltenbach
- Tilo Prückner: M. Kaan
- Nina Kronjäger: Elisabeth Schwarz
- Jürgen Vogel: Philipp Schwarz
- Henriette Morawe: Tinka
- Max Tidof: Leopold Sasse
- Walter Sittler: Hanns de Burgh